# 德威特鎮區 (伊利諾伊州德威特縣)
德威特鎮區（英語：DeWitt Township）是位於美國伊利諾伊州德威特縣的一個行政鎮區。

## 地方資料
根據2010年美國人口普查的數據，德威特鎮區的面積為88.20平方千米，當中陸地面積為82.30平方千米，而水域面積為5.90平方千米。當地共有人口479人，而人口密度為每平方千米5.43人。